# Präfektur Rabat
Rabat (arabisch عمالة الرباط) ist eine Präfektur in der Region Rabat-Salé-Kénitra an der Atlantikküste von Marokko. Sie liegt am Südufer des Bou-Regreg gegenüber der Präfektur Salé und bildet die Kernstadt Rabat. Die Präfektur hat 577.827 Einwohner (2014).

## Orte
| Gemeinde | Einwohner | Einwohner | Einwohner |
| Gemeinde | (1994)    | (2004)    | (2014)    |
| -------- | --------- | --------- | --------- |
| Rabat    | 606.764   | 621.480   | 577.827   |
| Touarga  | 8.056     | 6.452     | 3.932     |

## Geschichte
Vor der Verwaltungsreform von 2015 gehörte die Präfektur Rabat zur Region Rabat-Salé-Zemmour-Zaer.